# Funkhaus Aschaffenburg
Die Funkhaus Aschaffenburg GmbH & Co ist eine Studiobetriebs-KG, in der die Radiosender Radio Primavera und Radio Galaxy, das Online-Fernsehen primavera24.tv und die Sonntagszeitung PrimaSonntag betrieben werden. Aktueller Geschäftsführer ist Markus Eibeck, der Ende 2018 die Nachfolge von Gründungs-Geschäftsführer Lothar Steigerwald antrat.

## Rundfunk und Fernsehen
Radio Primavera sendet seit 1987 in den Landkreisen Aschaffenburg, Miltenberg, Offenbach, Main-Kinzig und Darmstadt-Dieburg. Radio Galaxy ist seit 2001 on air – seitdem auch mit einem Sendefenster aus Aschaffenburg. 
Der Sender main.tv startete als Web-TV im Jahr 2006 und fusionierte im Januar 2009 mit dem Lokalsender TV touring Aschaffenburg unter dem Namen main.tv. Bis Juni 2019 war main.tv über Kabel, Satellit und Internet zu empfangen. Seitdem setzt das Funkhaus auf moderne Videoformate, die auf der Homepage primavera24.de veröffentlicht werden.

## Druckmedien
Die kostenlose Zeitung PrimaSonntag erscheint seit 1993 jeden Sonntag am Bayerischen Untermain mit einer Auflage von 150.690. Neben der Berichterstattung im Boulevard-Stil über lokale Themen und Sport, einem Automarkt, Stellen- und Kontaktanzeigen, Sonderthemen zu u. a. Gesundheit sowie Bauen und Wohnen, umfasst jede Ausgabe auch die aktuellen Prospekte und Angebote von zahlreichen Unternehmen aus der Region. Die Artikel und Aktionen der Zeitung sowie aktuelle Nachrichten von Radio Primavera sind im Internet auf primavera24.de zu finden.

## Besitzverhältnisse
Das Funkhaus gehört mehrheitlich zur Gruppe Neue Welle, die Teil der Unternehmensgruppe Müller Medien ist (im Kern der Telefonbuchverlag Hans Müller). Müller Medien ist im Besitz der Familie von Gunther Oschmann. Minderheitsgesellschafter des Funkhauses ist Studio Gong, hinter dem vor allem Hubert Burda Media, einige Tageszeitungen und erneut Müller Medien stehen.